# 笑裏藏刀
笑里藏刀是兵法三十六计的第十计。
原文为：「信而安之，阴而图之；备而后动，勿使有变。刚中柔外也。」（使敌人相信我方的“友好诚意”而麻痹松懈；我则借机暗中谋划，积极准备，待机行动切不要让它发生变化。这就是暗藏杀机、外事和好的谋略。）

## 按语
兵法上说：“敌人言辞谦逊，其实正在加紧备战；没有条约前来媾和的，定是不怀好意。”所以，凡是敌人的花言巧语，都是使用阴谋诡计的表现。
在军事谋略上一般指通过政治、外交的伪装手段，欺骗麻痹对方，以掩盖军事行动。运用这一谋略的人，“笑”的方法多种多样，有的区以求和有的，阿谀奉承，有的故作孱弱……但最终目的都是为了“藏刀”。当然，在同一阵营内，也有人为了达到个人目的，采取这一手段的，孰功孰过，难以概论.

## 典故
唐玄宗的宰相李林甫，在他的“老板”面前，赞不離口  
可谓“笑”得精彩，“藏刀”藏得高明。为此，后人专门为他造了一个成语叫“口蜜腹剑”。不过他的下属也有人精通此道，一个「得意门生」杨国忠也对他如法炮制，最终使他落了个“劈棺惊尸”的下场。